# Elio
Elio er en amerikansk computeranimeret spillefilm, skabt af Pixar Animation Studios og Walt Disney Pictures. Den er instrueret af Adrian Molina  og produceret af Mary Alice Drumm.
Filmen er distribueret af Walt Disney Studios Motion Pictures og havde biografpremiere i Danmark d. 19. juni 2025.
Elio var oprindeligt planlagt til udgivelse et år tidligere, men måtte vige pladsen da Disney i stedet valgte at fokusere på produktionen af Inderst Inde 2.
Filmen fik en dårlig kommerciel start og indbragte i åbningsweekenden kun samlet $35 mio på globalt plan, hvilket gav Pixar sin hidtil dårligste Box Office-åbning nogensinde. En bundplacering Elio overtog fra Pixars Elemental fra 2023.

## Handling
Filmen handler om den 11-årige Elio Solis, en ung dreng, der ved et uheld bliver intergalaktisk ambassadør for planeten Jorden.

## Medvirkende
| Figur                  | Originale stemmer            | Danske stemmer            |
| ---------------------- | ---------------------------- | ------------------------- |
| Elio Solis / Elio-klon | Yonas Kibreab                | Carl Løber Roliggaard     |
| Olga Solis             | Zoe Saldana                  | Camilla Lau               |
| Lord Grigon            | Brad Garrett                 | Peter Plaugborg           |
| Ambassadør Questa      | Jameela Jamil                | Amalie Dollerup           |
| Ambassadør Auva        | Naomi Watanabe               | Julie Agnete Vang         |
| Ambassadør Helix       | Brandon Moon                 | Sigurd Holmen Le Dous     |
| Ambassadør Mira        | Anissa Borrego               | Özlem Saglanmak           |
| Ambassadør Naos        | Atsuko Okatsuka              | Silja Okking              |
| Ambassadør Tegmen      | Matthias Schweighöfer        | Carsten Bernhard Svendsen |
| Ambassadør Turais      | Ana De La Reguera            | Sara Ekander Poulsen      |
| Brian                  | Young Dylan                  | Noor Nørgaard Albana      |
| Diploskib              | Shelby Young                 | Jette Sophie Sievertsen   |
| Forskerstemme          | Carl Sagan (Arkivoptagelser) | Andreas Mogensen          |
| Glordon                | Remy Edgerly                 | Louis August Jensen       |
| Gunther Melmac         | Brendan Hunt                 | Christian Fuhlendorff     |
| Kennie                 | Jake Getman                  | Melvin Noel Pedersen      |
| Museumsformidler       | Kate Mulgrew                 | Vigga Bro                 |
| Oberst Markwell        | Tamara Tunie                 | Lea Thiim Harder          |
| Ooooo                  | Shirley Henderson            | Karoline Munksnæs Hansen  |
| Universel Brugermanual | Bob Peterson                 | Rasmus Krogsgaard         |
| Øvrige medvirkende     | ...                          | Sonny Lahey               |
|                        |                              |                           |
| Stemmeinstruktion      | ...                          | Vibeke Dueholm            |

## Produktion
Den 9. september 2022, under D23 Expo, annoncerede Pixar en ny film med titlen Elio, hvor Adrian Molina instruerede og Mary Alice Drumm producerede. Der blev det også annonceret, at Yonas Kibreab og America Ferrera ville lægge stemme til hovedrollerne Elio og Olga Solis.
Den 13. juni 2023, i forbindelse med udgivelsen af filmens første teasertrailer og plakat, offentliggjordes Jameela Jamil og Brad Garrett til filmens cast af stemmeskuespillere.